# Pokémon: Lucario and the Mystery of Mew
Pokémon: Lucario e o Mistério de Mew é o terceiro filme de Pocket Monsters Advanced Generation e o oitavo da série inteira.

## História
A introdução mostra a todos o Mundo Pokémon e as criaturas fantásticas que nele vivem, podendo ser boas ou inimigas. Ela também mostra Ash Ketchum da cidade de Pallet, que em sua jornada Pokémon visa em ser um mestre das "criaturas de bolso". Ele já passou por quatro continentes deste mundo e agora tenta vencer os treinadores da Battle Frontier, ao lado de Brock, May e Max.
Há um tempo atrás, numa terra distante e sombria, um Ho-oh aparece voando e logo o misterioso Lucario aparece correndo, indo em direção a terra de Rotha. Ele fecha os olhos, coloca uma mão em seu peito e através da energia das ondas do mundo ele localiza um exército de vestes vermelhas, tanto Pokémons quanto humanos. Fazendo a mesma coisa em outra direção, ele observa um exército de vestes verdes. Ele vê o Ho-oh e foge quando três Houndooms aparecem, pulando em algumas pedras e encostando em alguns cristais, chamando pelo seu mestre Aaron. O treinador de Lucario, que estava no castelo ao lado da rainha Lynn, encosta em um cristal e ouve o que Lucario tem a dizer: há um grande exército lá fora e o castelo não aguentaria.
Lucario é atacado pelos três Houndooms de armadura vermelha mas vence usando o raio da energia das ondas. Aaron, ainda no castelo, levanta seu cajado com um cristal e seu grande Pidgeot aparece. Ele monta no Pokémon e vai até Lucario, sendo atacado por três Skarmorys do exército verde no caminho. Aaron diz para Lucario que iria ao castelo e nunca mais voltaria. Ele joga seu cajado e de alguma forma aprisiona Lucario dentro do cristal. No castelo, a rainha Lynn fala que a "Árvore do Gênesis" chora, e enquanto os exércitos estão quase se encontrando, em uma grande árvore, o Ho-oh se transforma no pequeno Mew,o Pidgeot de Aaron entrega o cajado de seu treinador à rainha Lynn
De repente a árvore começa a brilhar e os cristais que se espalham pela cidade de Rotha se transformam em feixes de luz, fazendo os dois exércitos ficarem paralisados. Isso na verdade é uma história que uma mãe conta a sua filha, dizendo que depois daquilo os Pokémons voltaram a suas vidas normais e a paz reinou naquele lugar. Ash e companhia caminham ao longo da ponte do castelo de Rotha, onde estará acontecendo uma festa em homenagem do "Herói de Hadou", Aaron. Ali também haverá batalhas em que o vencedor será nomeado o "Herói de Hadou do Ano". Enquanto eles trocam de roupa para o festival, um Taillow aparece em uma parte mais alta do castelo e pousa no telhado, se transformando em Pichu e passando por uma janela. Enquanto os treinadores se vestem, Pikachu vê um Pichu atrás da cortina, e quando se aproxima, vê que o Pokémon se transforma em Treecko, que sai pela janela, andando pelo parapeito do castelo. Todos saem e a Equipe Rocket aparece, planejando roubar Pokémons enquanto todos estiverem ocupados.
A rainha do castelo, Eileen, muito parecida com Lynn, junto com sua empregada doméstica Jenny e seu Pokémon Mime Jr. dão início ao torneio. A primeira luta é de Ash contra um treinador de um Breloom. Ash usa o Pikachu e acaba com a batalha rapidamente. Enquanto as batalhas continuam, Treecko aparece no camarote da rainha e se transforma em Mime Jr. Quando Jenny percebe isso, vê que o segundo Mime Jr. se transforma em um saltitante Aipom. A última batalha do torneio é de Ash contra um treinador vestindo uma armadura de cavaleiro, usando um Weavile. Pikachu ganha a batalha com um ataque elétrico. Ash corre até Pikachu para comemorar mas quem chega primeiro é o Aipom do camarote da rainha.
O treinador vai até Ash agradecendo a batalha que teve. Ele retira o capacete e, para a surpresa de Ash e May, revela que é uma garota chamada Kid. Brock tenta se apresentar, mas Max aparece puxando sua orelha. Dentro do castelo, Eileen oferece o cetro de Aaron para Ash. O treinador ouve uma voz falando "por quê?" e observa a sua volta, sendo imitado por Mime Jr. Sentada em seu trono, Eileen observa o começo do baile e os casais dançando. May dança com um convidado chamado Freddy e Brock toma coragem para convidar Kid. Até Pikachu e Aipom dançam, enquanto Max come. Ash, sentado em um trono à esquerda da rainha, libera seus Pokémons, e May faz o mesmo. Ash tenta levantar para se divertir, mas Jenny diz que o herói deve permanecer sentado. No meio do salão, acontece uma troca de casais e May passa a dançar com James e Jessie dança com Freddy. Meowth permanece embaixo de uma mesa, comendo.
Meowth vê os Pokémons dos heróis e os segue, mas uma porta bate em seu rosto e ele vai parar em uma lareira apagada. Brock vai pegar algumas bebidas enquanto Kid aparece na sala que Meowth está. Kid, através de um microfone, conversa com um homem chamado Banks, que está longe dali, dentro de um prédio. Kid pede mapas da região e troca de roupa, antes de fugir pela janela. Max vê Munchlax pegando algumas frutas e o segue. Os Pokémons dos heróis são guiados por Aipom até o sótão do castelo, onde se divertem com brinquedos, alguns com formas e desenhos de Pokémons lendários. Quando estão se equilibrando emcima de bolas, o Aipom se transforma em Pikachu. O baile continua e Kid aparece no topo do castelo, usando um gancho para ir até outra torre. Ela é seguida por Meowth, que se desequilibra e entra no castelo, quebrando uma janela. Kid aparece no telhado observando os Pokémons dos heróis em torno do Meowth desmaiado. O recém-Pikachu se transforma em Mew e Kid revela seus dois Weaviles. Ela lança um dispositivo para seus Pokémons, dizendo que capturará Mew.
Os Weaviles atacam Mew. Desviando de um ataque, Munchlax acaba sendo congelado. Mew é agarrado por um dos Weaviles e quase é capturado, mas Pikachu aparece usando um ataque elétrico. Mew se transforma em Meowth e dança com o Pokémon da Equipe Rocket. Os Weaviles e Pikachu trocam ataques, que causa uma explosão. Pikachu cai nos braços do Meowth original e Max aparece, observando o recém-Meowth se transformando em Mew. Os Weaviles voltam a atacar mas todos são teletransportados para uma das torres do castelo. Com o peso de Pikachu, Meowth escorrega da torre mas Mew se transforma em Pidgeot e os leva para longe. Max consegue abrir a porta que estava congelada e observa Munchlax e os demais, sem Pikachu. Enquanto isso, Ash tenta observar o retrato de Aaron mas Jenny chama sua atenção. Ele ouve novamente a voz falando "por quê?".
Eileen encerra o baile e Ash faz uma pose de herói, imitando o retrato de Aaron. Fogos de artifícios estouram fora do castelo e Ash ouve a voz novamente, segurando o cetro que começa a se descontrolar, brilhando. Há um forte disparo vindo do cetro e Lucario aparece. "Vendo" através de ondas, Lucario se aproxima de Ash pensando que o treinador é seu mestre. Ele abre seus olhos e percebe que não é Aaron, e sai correndo do castelo. Lembrando do passado, quando chegou ao castelo acompanhando Aaron, que planejava treinar Lucario ensinando sobre Hadou, Lucario começa a percorrer o castelo e observa como ele está diferente. Eileen encontra Lucario e diz que é ancestral da rainha Lynn, dizendo que Lucario esteve dormindo há muito tempo. Ash conversa com Lucario e diz que foi confundido com Aaron por causa da roupa, mas Lucario diz que é por causa do Hadou. Max entra no salão dizendo que Mew apareceu e que sumiu junto com Pikachu e Meowth.
A rainha Eileen mostra a "Árvore do Gênesis" aos heróis. Ela diz que esse é o lar de Mew e que o Pokémon pode se transformar em outros Pokémons, e que ele só podia ser revelado por Lucario, que pode ver as auras dos Pokémons. Eileen diz para Lucario ajudar Ash na busca por Pikachu, e Kid aparece também para ajudá-los. Brock a reconhece como a super mulher que já bateu muitos recordes. No dia seguinte, Ash e os demais partem no carro de Kid até a "Árvore do Gênesis". Jessie e James aparecem no porta-malas do carro. Kid explica que Aaron era um guiador de Hadous, aquele que podia ver auras de outros seres. Meowth aparece em uma parte mais funda da floresta, vendo alguns brinquedos de Mew. Pikachu está dormindo em uma cesta, observado por Mew. Os heróis param para um lanche e Bonsly aparece roubando o prato de Kid. O Pokémon chora e Max diz que Bonsly sempre finge chorar. O Pokémon foge com a comida e Lucario aparece, pegando a comida de volta e entregando uma fruta para Bonsly.
Pikachu acorda e brinca com Mew, observados por Meowth. Ele se apoia em uma árvore e acaba dentro dela. Mew e Pikachu o seguem e vêem, dentro da árvore, várias esferas indo para o alto. Os dois sobem nas esferas e todos vão parar em um penhasco onde podem observar uma linda paisagem do lugar. Enquanto isso, Bonsly aparece no topo do carro dos heróis. Eles param em uma passagem por causa de alguns geisers. May vê uma fonte térmica ao lado e todos vão até ela, inclusive os Pokémons. Bonsly acaba caindo de cima do carro na cabeça de May. Ela pretende ir até a fonte com Bonsly mas Max diz que ele é um Pokémon de pedra e odeia água. Lucario observa tudo de longe, e se lembra que ele e Aaron já estiverem nessa fonte. Ash e Max falam para Lucario entrar na fonte também, mas o Pokémon se aborrece e se distancia. May chama Ash para perguntar se o que havia no alto de algumas pedras era uma flor.
Ash sobe até lá e pega uma espécie de flor. Ele se desequilibra e cai na água. May pega a flor e é observada por Lucario, que lembra que Aaron disse que aquela flor era a Flor do Tempo, que armazenava auras e os milagres do tempo. Eles planejam plantar a flor novamente, e quando Ash encosta nela, ele libera uma luz da flor que mostra o momento em que o treinador pegou a flor no alto da fonte térmica, momentos antes. Kid explica o que era a flor e que Ash só conseguiu fazer isso pois possuía a mesma aura de Aaron. De noite, parando em torno de uma fogueira, Ash conta como ficou amigo de Pikachu, depois de ambos serem atacados por um bando de Spearows. Lucario tem outra lembrança do treinamento que teve com Aaron, de como conseguiu desviar de vários troncos com os olhos vendados. Lucario pergunta o que é confiança, e diz que humanos não são confiáveis.
Ash fica aborrecido quando Lucario diz que Pikachu só fugiu por causa da estupidez de seu treinador. Eles começam a brigar e caem em um rio próximo. Lucario arremessa Ash e foge. Max se aproxima de Lucario, que está sozinho encostado em uma árvore. Ele oferece um pedaço de chocolate a Lucario. Enquanto isso, Meowth e Pikachu relaxam ao som de uma caixa de música em forma de Lapras. Meowth planeja voltar mas Mew deseja apenas brincar, pegando uma corneta em forma de Shuckle e um pião em forma de Hitmontop. Pikachu parece triste e isso acaba despertando Ash, que está longe. De manhã eles continuam e chegam até onde Lucario foi selado no cetro por Aaron. Ele se ajoelha se perguntando por que seu treinador fez isso, e acaba "acionando" uma Flor do Tempo. Ela mostra o momento em que Lucario foi preso no cajado e quando Aaron foi embora em seu Pidgeot. Um dos exércitos também passam por eles mas apenas os atravessam, já que é apenas uma memória.
A memória acaba e Ash pede desculpas por ter ferido os sentimentos de Lucario no dia anterior, chorando. Lucario diz que Ash deve continuar buscando Pikachu e fecha seus olhos, procurando algo. Ele empurra Ash e no lugar aonde o treinador estava, o Regirock aparece. Ele ataca os heróis, que fogem, deixando Jessie e James para trás, dentro do carro. Eles continuam dentro de uma caverna e Lucario diz que Regirock os avisou que estavam cercados. Lucario acrescentou que talvez Regirock estivesse protegendo a "Árvore do Gênesis" de seres malígnos. Eles chegam no fim da passagem e encontram o fundo da "Árvore do Gênesis", onde várias espécies de Pokémons vivem, inclusive alguns Pokémons considerados extintos. Enquanto Ash, Lucario, Max e May vão até o topo da árvore, Brock observa Kid acionando um robô explorador. Ela comunica Banks e mostra o lugar para ele. Ela sobe no mesmo caminho que os demais, acompanhada por Brock. A Equipe Rocket aparece atrás, mas são parados por Regirock.
Duas máquinas de Kid se dividem e vão cada um para um lado. Uma das máquinas é quebrada pelo Registeel, enquanto a outra analisa um cristal que se torna laranja e revela uma estranha substância da mesma cor. Enquanto isso, Ash e Lucario chegam em uma das bordas da "Árvore do Gênesis". Ele grita chamando por seu Pokémon e Pikachu acaba ouvindo. Em um ponto mais alto da montanha, Ash ouve seu Pokémon. Ele corre para resgata-lo mas Regice aparece e quase o acerta. Lucario tenta atingi-lo mas não funciona muito bem, e ambos fogem. Enquanto Pikachu, Mew e Meowth descem para encontrar os treinadores, Ash e Lucario se encontram com os demais e vão por outro caminho, fugindo de Regice. Eles entram em outra caverna cheia de cristais e avistam a Equipe Rocket, que traz junto com eles o Regirock e Registeel.
Passando por cima de um grande cristal, eles fogem para fora da caverna. Eles passam por uma ponte e entram em outro lugar. Lucario, quando passa pela ponte, usa um ataque para quebra-la e deixa Registeel e Regirock para trás. Dois robôs de Kid aparecem sendo engolidos por bolhas laranjas. Na caverna em que entrou, Jessie é capturada por um Cradily laranja. James envia seu Cacnea para resgatar Jessie. Ele ataca com um ataque de mísseis, mas eles atravessam o Pokémon. O Cradily perde sua forma e engole Jessie, sendo substituído agora por um Omastar laranja, que captura James. Ele consegue libertar seu Chimeco mas é engolido totalmente pela substância laranja, que desaparece. O resto dos humanos fogem quando vêem Regirock e Registeel novamente. Agora um Aerodactyl laranja aparece mas Lucario o ataca e faz ele desaparecer. Eles continuam e Kid pergunta para Banks o que são essas criaturas laranjas. Ele diz que essas criaturas são "glóbulos brancos" que tentam destruir as bactérias desse grande organismo que é a "Árvore do Gênesis".
Eles continuam e um Lileep laranja ataca Kid, mas ela é protegida por Lucario. A criatura laranja não ataca Lucario pois Pokémons não são considerados bactérias, como diz Kid. Regirock e Registeel continuam perseguindo-os e eles encontram outra passagem. Ali, Ash se oferece para distrair os Regis. Lucario também fica, dizendo que estará ao lado de Ash até encontrarem Pikachu. O treinador usa Corphish e Grovyle para atacar os Regis e foge para um caminho alternativo, onde chama atenção dos dois Pokémons. Enquanto isso, Pikachu, Mew e Meowth continuam descendo a árvore. Eles encontram um buraco e passando por ele, entram em uma caverna. Pikachu observa um Kabuto, um Omastar e um Cradily laranjas passando. As criaturas chegam até Brock, May, Max e Kid, em uma outra caverna. Ali as criaturas atacam Brock e Max, e uma delas quase ataca Kid. Os dois são capturados mas Brock ainda consegue libertar seu Forretress e seu Mudkip. May também é capturada, mas antes de desaparecer, liberta Combusken, Squirtle e Munchlax.
Enquanto Kid se esquiva das criaturas, os Pokémons de Brock e May se entristecem. Um pouco longe dali, Ash ouve o grito de Pikachu. Ele corre e avista seu Pokémon em uma outra montanha. Ele corre sobre os cristais para alcançar Pikachu mas acaba sendo arrastado pelo vento forte. Ele se agarra em outro cristal e tanto ele quanto Pikachu pulam de cristal em cristal. Com outro vento forte o boné de Ash acaba voando. O mesmo vento também empurra Pikachu, que voa até Ash. Os dois, abraçados, voam entre os cristais mas são pegos por Kid, que aparece se balançando em um de seus ganchos. Todos se juntam novamente e Mew aparece com o boné de Ash. O treinador pega seu boné e avista Regice na outra montanha, fugindo com os demais. Eles avistam um Omastar e um Cradily laranjas e Kid explica que os outros haviam sido consumidos por elas. Eles fogem e chegam em um lugar com enormes cristais.
Ali Lucario parece ter encontrado a rota de fuga, mas no caminho é pego por Registeel. Kid e Ash são pegos pelas criaturas laranjas, enquanto Regirock também aparece, ao lado de Registeel, que ataca Lucario. Antes de serem consumidos, Kid libera seus dois Weaviles, e Ash libera seu Swellow e seu Phanpy. Ash é puxado por seus Pokémons, mas não funciona e ele acaba sendo consumido pelo glóbulo branco, que desaparece. Os Pokémons de Ash choram pelo dono e Mew tenta entregar o boné de Ash, que ficou para trás, para Pikachu. O Pokémon recusa e Mew usa seu poder psíquico e faz todos os cristais da "Árvore do Gênesis" brilharem. Longe dali, May, Max e Brock aparecem diante de seus Pokémons, e na caverna onde está Mew, Kid e Ash reaparecem. Os Pokémons de Ash abraçam o treinador e os três Regis vão embora. Os cristais param de brilhar e Meowth explica que Mew disse a "Árvore do Gênesis" que eles não eram bactérias.
Kid observa que um dos cristais ficou laranja por um momento e recolhe seus dois Weaviles. Mew tenta entregar o boné para Ash, mas cai esgotado. Todos os cristais do lugar ficam laranjas e se desintegram. Meowth ouve o grito de James em um lugar distante e parte para encontra-los. Ash recolhe seus Pokémons e Kid fica sabendo, através de Banks, que o sistema circulatório da "Árvore do Gênesis" está comprometido e que ela iria desabar a qualquer momento. Todos os cristais, inclusive os da floresta e do castelo de Rotha, se desintegram e formam uma espessa fumaça negra. Mesmo quente e debilitado, refletindo o estado do lugar, Mew leva todos a outra sala onde há um enorme cristal laranja. Por ali, Lucario encontra as luvas de seu mestre Aaron e o encontra dentro de alguns cristais. Kid diz que Aaron deve ter vindo até o lugar depois que selou Lucario. Ela diz que o lugar deve ser o coração da árvore. Perto do cristal principal, Ash encontra uma Flor do Tempo e a aciona. Aaron esteve ali, procurando por Mew. O Ho-oh aparece e se transforma em Mew. Aaron diz que precisava do poder de Mew, e invocou uma grande esfera de Hadou que envolveu o Pokémon.
A Flor do Tempo se fecha e Kid diz que Aaron se sacrificou para acabar com a guerra. Lucario planeja fazer o mesmo para salvar o lugar, transferindo o seu poder para a "Árvore do Gênesis". Ele tenta fazer o mesmo que Aaron, invocando uma esfera, mas não funciona, já que seu poder não é o bastante. Já que o Hadou de Ash é igual ao do Aaron, ele pega suas luvas, as coloca e também forma uma esfera, ao lado de Lucario. Momentos antes de conseguirem o Hadou necessário para Mew, Lucario empurra Ash para longe para que ele não se sacrificasse. Mew consegue o poder que precisa e vai até o coração da árvore, fazendo o lugar voltar ao normal.
Mew termina de recuperar a árvore e aparece totalmente sadio. Kid pede para Banks apagar todos os dados que ele possui da árvore, dizendo que o lugar deve ser mantido em segredo. Lucario cai no chão próximo aos cristais que prendem Aaron, e acaba acionando uma Flor do Tempo no chão. Ela mostra que Aaron selou Lucario no cetro por que não queria que seu Pokémon viesse junto com ele, acabando da mesma maneira. Ele queria que Lucario tivesse uma vida feliz ao lado da rainha de Rotha. A memória desaparece e Lucario começa a se desfazer. Ash diz que Lucario é o verdadeiro Herói do Hadou. Lucario diz para Ash viver com felicidade e Morre, junto com os cristais onde seu dono ficava. Fora da caverna, acompanhado por Kid, Ash conta para May, Max e Brock o que aconteceu com Lucario.
Nos créditos finais, todos voltam para o castelo de Rotha no carro de Kid. A rainha cumprimenta todos e os heróis observam a pintura de Aaron, que agora tem Lucario ao seu lado. Para sair da cidade, os heróis usam um bondinho, e dentro dele se despedem de Kid. Na "Árvore do Gênesis", os três Regis aparecem sentados, e Mew aparece brincando com Bonsly. Kid aparece em Florina, lar de Jirachi, ao lado de Butler e Daiane, personagens do sexto filme Pokémon. Ash e os demais aparecem em uma cidade sendo observados pela Equipe Rocket. Meowth quase cai do balão. Aaron e Lucario estão juntos em algum lugar. Aaron come um pedaço de chocolate e acaba gostando. Ash, May, Max e Brock aparecem e continuam sua jornada indo para outra cidade.

## Histórico de lançamento
| País           | Data de lançamento           |
| -------------- | ---------------------------- |
| Japão          | 16 de Julho de 2005          |
| Estados Unidos | 19 de Setembro de 2006 (DVD) |
| Brasil         | 23 de Fevereiro de 2008 (TV) |